# Pablo Puente Buces
Pablo Puente Buces (ur. 16 czerwca 1931 w Colindres, zm. 4 grudnia 2022) – hiszpański duchowny katolicki, arcybiskup, nuncjusz apostolski.

## Życiorys
2 kwietnia 1956 otrzymał święcenia kapłańskie i został inkardynowany do diecezji Santander. W 1960 rozpoczął przygotowanie do służby dyplomatycznej na Papieskiej Akademii Kościelnej. 
18 marca 1980 został mianowany przez Jana Pawła II nuncjuszem apostolskim w Indonezji oraz biskupem tytularnym Macri. Sakry biskupiej udzielił mu 25 maja 1980 kardynał Agnelo Rossi. 
15 marca 1986 został przeniesiony do nuncjatury w Senegalu, będąc jednocześnie akredytowanym w innych krajach Afryki Zachodniej.
31 lipca 1989 został nuncjuszem w Libanie (od 1993 z jednoczesną akredytacją w Kuwejcie).
31 lipca 1997 został nuncjuszem apostolskim w Wielkiej Brytanii, pełnił tę funkcję do przejścia na emeryturę w październiku 2004.